# Saccopharynx ramosus
Saccopharynx ramosus es el nombre científico de una especie de pez abisal perteneciente al género Saccopharynx. Es una especie batipelágica que habita en la zona oriental del océano Atlántico y la zona occidental del océano Índico.